# Jeunesse Club Bobo-Dioulasso
Der Jeunesse Club de Bobo-Dioulasso (JCB) ist ein Sportverein aus Bobo-Dioulasso, der zweitgrößten Stadt des westafrikanischen Staates Burkina Faso. Gründungsdatum ist der 1. Juni 1953, die beiden Gründer waren Tiémoko Traoré und André Diallo.
Der ehemalige Erstligist spielt zur Saison 2007/2008 in der zweiten Liga des Landes. 1994 unterlag JCB erst im Finale des nationalen Pokalwettbewerbs.